# 辛向量场
在数学与物理学中，辛向量场（symplectic vector field）是流保持辛形式的向量场。即如果 {\displaystyle (M,\omega )} 是一个辛形式，则如果向量场 {\displaystyle X\in {\mathfrak {X}}(M)} 的流保持辛结构 {\displaystyle (M,\omega )}，则称为一个辛向量场。换句话说，李导数为零：
{\displaystyle {\mathcal {L}}_{X}\omega =0.}
或者，一个向量场是辛的如果它与辛形式内乘是闭的（内乘给出从向量场到 1-形式的一个映射，因辛形式的非退化性这是一个同构）。两个定义的等价性从辛形式的闭性与李导数用外导数表示的嘉当公式推出。
如果一个向量场与辛形式的内乘是恰当的（特别地是闭的），称为哈密顿向量场。如果第一德拉姆上同调群 {\displaystyle H^{1}(M)} 是平凡的，故所有闭形式是恰当的，所以辛向量场是哈密顿的。这就是说，一个辛向量场是哈密顿的阻碍在于 {\displaystyle H^{1}(M)}。特别地，单连通空间上的辛向量场是哈密顿的。
两个辛向量场的李括号是哈密顿的，从而辛向量集合与哈密顿向量场集合各自形成一个李代数。
本條目含有来自PlanetMath《Symplectic vector field》的內容，版权遵守知识共享协议：署名-相同方式共享协议。